# Gutenburg BE
| BE ist das Kürzel für den Kanton Bern in der Schweiz. Es wird verwendet, um Verwechslungen mit anderen Einträgen des Namens Gutenburg zu vermeiden. |

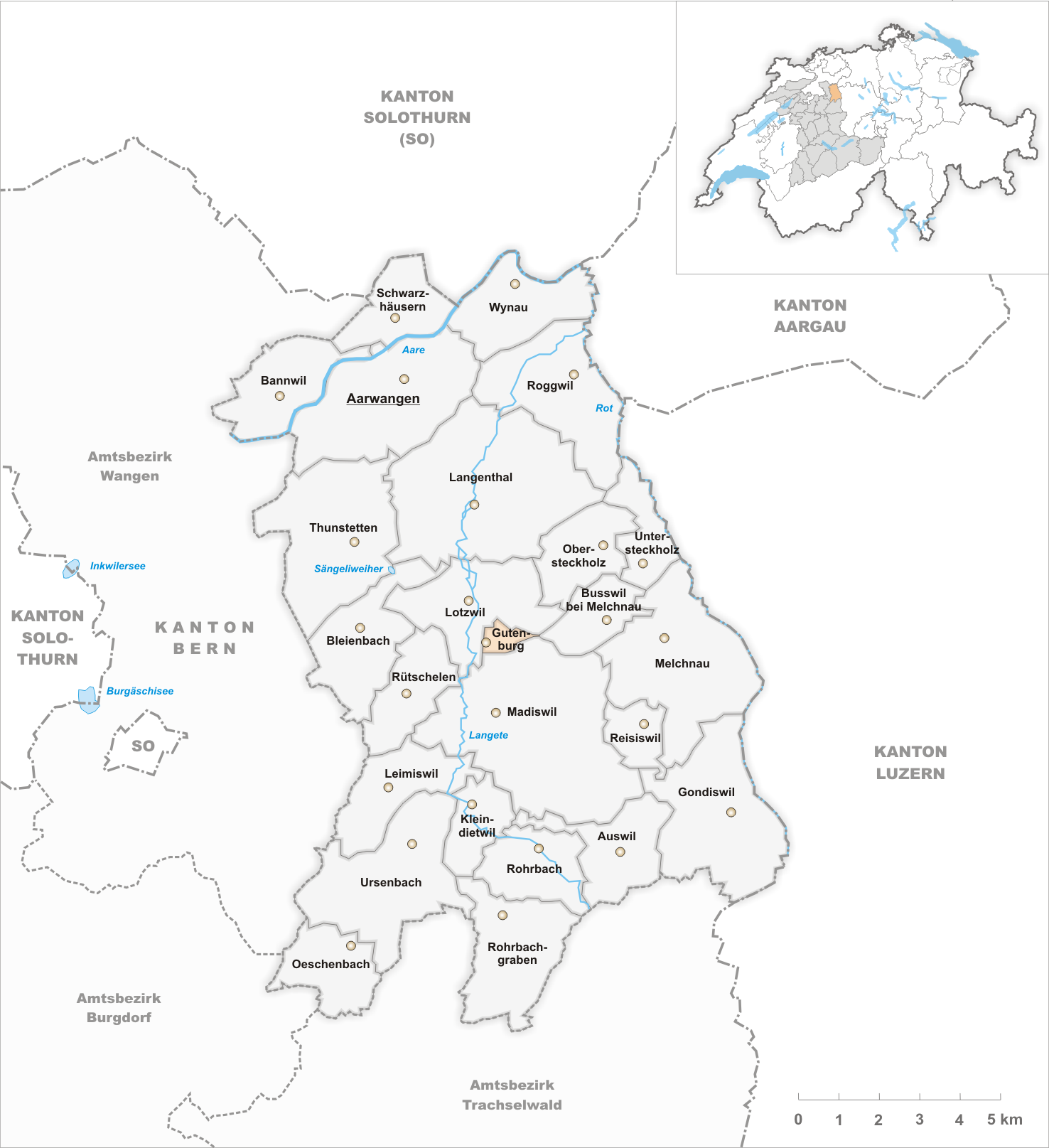
Gemeindestand vor der Fusion am 1. Januar 2007

Gutenburg ist eine Ortschaft in der Einwohnergemeinde Madiswil im Schweizer Kanton Bern. Bis zum 31. Dezember 2006 war Gutenburg eine eigene Einwohnergemeinde im Amtsbezirk Aarwangen. Am 1. Januar 2007 fusionierte sie zur Gemeinde Madiswil (heute Verwaltungskreis Oberaargau).

## Geographie
Gutenburg liegt im Oberaargau im Schweizer Mittelland. Das Gebiet der ehemaligen Gemeinde grenzt an die Gemeinden Lotzwil und Madiswil.
Mit 60 ha war Gutenburg die kleinste Gemeinde im Kanton. Eine Burger- oder Kirchgemeinde existiert nicht.
Die Streusiedlung umfasst mehrere Häuser rund um einen ehemaligen Turm auf dem Turmhubel.

## Geschichte
Gutenburg wurde 1277 als Guotenberg erstmals erwähnt. Im Jahr 1303 wurde es zwar von Solothurn belagert, aber nicht zerstört. Nach langem Hin und Her wurde es 1431 an Burgdorf verkauft. 1897 wurde eine Fusion mit Lotzwil abgelehnt.
Die Gemeinden Gutenburg und Madiswil schlossen sich auf Anfang 2007 zur neuen Gemeinde Madiswil zusammen, nachdem die Gemeindeversammlungen beider Gemeinden am 7. Juni 2006 der Fusion zugestimmt hatten. Der Regierungsrat des Kantons Bern beantragte am 15. Juni 2006 dem Grossen Rat des Kantons Bern, den Zusammenschluss und die Fusionsverträge zu genehmigen, was dieser anschliessend tat.

## Bevölkerung
| Jahr      | 1764 | 1850 | 1880 | 1900 | 1930 | 1950 | 1960 | 1970 | 1980 | 1990 | 2000 | 2022 |
| Einwohner | 34   | 67   | 55   | 56   | 64   | 91   | 73   | 75   | 96   | 106  | 115  | 230  |

## Wirtschaft
2001/2002 zählte Gutenburg bloss 12 Arbeitsplätze. Daher sind fast alle (78,5 %) Erwerbstätigen Pendler.